# Litoria jungguy
Litoria jungguy é uma espécie de anfíbio anuros da família Pelodryadidae. Está presente na Austrália. A UICN classificou-a como quase ameaçada.